# Боян Радулович
Боян Радулович (серб. Bojan Radulović / Бојан Радуловић, нар. 29 грудня 1999, Льєйда) — сербський футболіст, нападник фінського клубу ГІК.

## Клубна кар'єра
Народився 29 грудня 1999 року в іспанському місті Льєйда, де в той час грав його батько Радослав Радулович за місцевий однойменний клуб. Боян почав займатися у шестирічному віці у футбольній школі АМ з рідного міста. У 13 років перебрався до структури клубу «Атлетіко Сегре», а наступного року перейшов до головної команди свого рідного міста — «Льєйда Еспортіу». У її складі дебютував у дорослому футболі у Сегунді Б 27 серпня 2017 року у домашній грі з «Реалом Сарагосою Б», вийшовши на поле на 65-й хвилині. Свій перший гол за рідну команду нападник забив у 1/16 фіналу Кубка Іспанії проти «Реал Сосьєдада», коли Боян на 87-й хвилині головою замкнув передачу партнера, забивши переможний м'яч, який дозволив за сумою двох зустрічей його команді пройти у наступну стадію.
14 лютого 2018 року Радулович підписав контракт із клубом англійської Прем'єр-ліги «Брайтон енд Гоув», але в Англії виступав лише за юнацьку та молодіжну команди клубу, тому 28 серпня 2018 року повернувся до Іспанії, вирушивши на правах оренди в «Еспаньйол Б», який виступав у Сегунді Б. Дебютував за каталонців 2 вересня у матчі проти своєї колишньої команди «Льєйди Еспортіу», вийшовши на заміну наприкінці зустрічі. Перший і єдиний м'яч забив уже в наступній грі з «Кастельйоном», чим допоміг своїй команді звести матч до нічиєї 2:2. Загалом за резервну команду «Еспаньйола» Радулович провів 10 ігор.
У січні 2019 року Радулович повернувся до резервної команди «Брайтона» і провів загалом сім матчів до кінця сезону у Прем'єр-лізі 2, шість з яких у стартові і забив чотири голи, включаючи обидва голи в грі з «Тоттенгемом U23» (2:0). Першу половину сезону 2019/20 сербський нападник також провів за резервну команду «Брайтона» і у Прем'єр-лізі 2 провів загалом 13 матчів і забив чотири голи, зокрема два у ворота «Ліверпуля U-23» (3:5) 22 листопада 2019 року.
31 січня 2020 року Боян знову вирушив до Іспанії, відправившись на півроку в оренду в «Алавес Б». До припинення змагань у зв'язку із пандемією COVID-19 провів у складі іспанського клубу 6 матчів, у яких результативними діями не відзначився. Після завершення орендної угоди Радулович також розірвав контракт і з англійською командою.
17 серпня 2020 року Боян Радулович підписав контракт зі стокгольмським АІК терміном на 3,5 року. Дебютував у чемпіонаті Швеції 19 вересня у гостьовій зустрічі з «Мальме», коли на 74-й хвилині вийшов на поле замість Генока Гойтома. У сезоні 2020 Радулович провів лише три матчі в чемпіонаті, але в наступному розіграші став основним гравцем і він 26 разів виходив у футболці АІКу в матчах чемпіонату, забивши три голи.
У лютому 2022 року, перед початком сезону, АІК віддав Радуловича до фінського ГІКа на правах оренди з опцією викупу, яка пізніше була використана і влітку гравець підписав повноцінний контракт з клубом до кінця сезону 2023 року. У своєму дебютному сезоні 2022 року Радулович став найкращим бомбардиром ГІКа у Вейккауслізі, забивши вісім голів, і допоміг команді стати чемпіоном. Станом на 1 січня 2023 року відіграв за команду з Гельсінкі 23 матчі в національному чемпіонаті.

## Виступи за збірну
6 березня 2018 року дебютував у складі юнацької збірної Сербії (U-19)  в товариському матчі зі збірною Болгарії. Загалом на юнацькому рівні взяв участь у 2 іграх.

## Статистика виступів

### Статистика клубних виступів
Статистика станом на 31 грудня 2021 року.
| Сезон             | Команда           | Чемпіонат         | Чемпіонат | Чемпіонат | Національний кубок | Національний кубок | Національний кубок | Континентальні кубки | Континентальні кубки | Континентальні кубки | Інші змагання | Інші змагання | Інші змагання | Усього | Усього |
| Сезон             | Команда           | Ліга              | Ігор      | Голів     | Ліга               | Ігор               | Голів              | Ліга                 | Ігор                 | Голів                | Ліга          | Ігор          | Голів         | Ігор   | Голів  |
| ----------------- | ----------------- | ----------------- | --------- | --------- | ------------------ | ------------------ | ------------------ | -------------------- | -------------------- | -------------------- | ------------- | ------------- | ------------- | ------ | ------ |
| 2017–18           | «Льєйда»          | СДБ               | 13        | 1         | КІ                 | 5                  | 1                  |                      | -                    | -                    |               | -             | -             | 18     | 2      |
| 2018-січ. 2019    | «Еспаньйол Б»     | СДБ               | 8         | 1         |                    | -                  | -                  |                      | -                    | -                    |               | -             | -             | 8      | 1      |
| січ.-черв. 2020   | «Алавес Б»        | СДБ               | 6         | 0         |                    | -                  | -                  |                      | -                    | -                    |               | -             | -             | 6      | 0      |
| 2020              | АІК               | A                 | 3         | 0         | КШ                 | 1                  | 0                  |                      | -                    | -                    |               | -             | -             | 4      | 0      |
| 2021              | АІК               | A                 | 26        | 3         | КШ                 | 1                  | 1                  |                      | -                    | -                    |               | -             | -             | 27     | 4      |
| Усього за кар'єру | Усього за кар'єру | Усього за кар'єру | 56        | 5         |                    | 7                  | 2                  |                      | -                    | -                    |               | -             | -             | 63     | 7      |

## Титули і досягнення
- Чемпіон Фінляндії (1):

ГІК: 2022
- Володар Кубка фінської ліги (1):

ГІК: 2023
- Найкращий бомбардир чемпіонату Фінляндії (1):

ГІК: 2023

## Особисте життя
Народився у спортивній сім'ї. Батько Радослав Радулович у минулому також футболіст, виступав на позиції захисника за низку сербських, іспанських, шведських та ізраїльських клубів. Мати займалася гандболом.